# Metz (Michigan)
Pour les articles homonymes, voir Metz (homonymie).
Metz est un civil township du Comté de Presque Isle dans le Michigan.

## Historique
Metz a été fondé en 1878 par des immigrants polonais et allemands. En 1900, plus de 600 familles résidaient dans et autour du village de Metz. En plus de dizaines de maisons soignées, ce centre d'expédition de chemin de fer a également trois hôtels, trois magasins généraux, une pension, un moulin à galets, une scierie, des écuries de livrée, un atelier de forgeron, trois salons, plus un bureau de poste et une gare. Deux trains traversaient Metz dans chaque sens, et une personne pouvait se rendre à Alpena ou Cheboygan et revenir le même jour.
Le village était la plaque tournante des zones agricoles et forestières environnantes. La plupart des hommes de Metz étaient des agriculteurs, des bûcherons ou les deux, travaillant leurs fermes en été et la forêt en hiver. S'ils ne coupaient pas d'arbres, ils pourraient éplucher l'écorce de pruche utilisée pour créer de l'acide tannique à la tannerie Alpena. À la scierie, près des voies ferrées, se trouvaient des piles de billes de bois, des traverses de chemin de fer, des poteaux et des poteaux de cèdre ainsi que de l'écorce de pruche pour la tannerie ; tous en attente d'expédition par chemin de fer vers les sources du marché. L'espace était limité, de sorte que des produits ligneux supplémentaires étaient empilés sur des terres de coupe directement en face du village.
Le 15 octobre 1908, un violent incendie ravage le comté du Presque, détruit le village et tue 42 personnes.